# Maria Marc

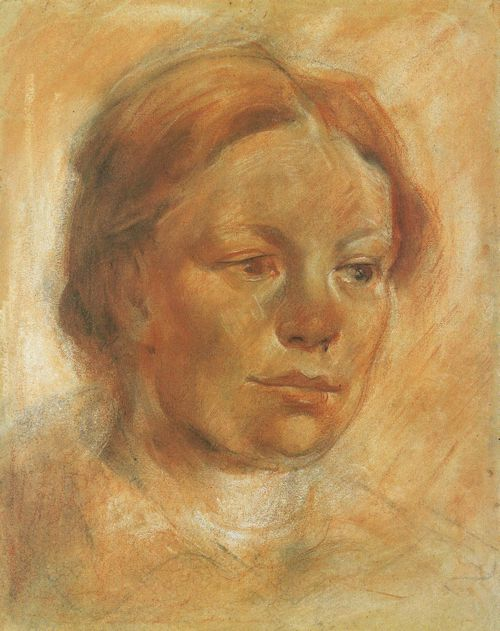
Franz Marc: Mädchenkopf (Maria Franck) (1906)

Maria Marc, geborene Bertha Pauline Marie Franck (* 12. Juni 1876 in Berlin; † 25. Januar 1955 in Ried, Gemeinde Kochel am See) war eine deutsche Malerin, Bildwirkerin und zweite Ehefrau von Franz Marc.

## Leben und Werk

### Jugend und Ausbildung
Maria Franck, die aus einem bürgerlichen evangelischen Haus stammte, wurde als Tochter des Buchhalters und späteren Bankdirektors Philipp Franck (1843–1913) und dessen Frau Helene Franck, geborene Sonntag, in der Prinzenstraße 81 in der Luisenstadt geboren. Ab 1883 besuchte sie eine Höhere Mädchenschule in Berlin. Ihr künstlerisches Talent wurde schon während ihrer Schulzeit gefördert, indem sie Klavier- und Gesangsunterricht erhielt und eine Kunstschule besuchte.
Nach dem Schulabschluss beendete Maria Franck 1895 an der Berliner Königlichen Kunstschule ihre Ausbildung als Zeichenlehrerin für die Volks-, Mittel- und höheren Schulen. Sie wurde unter anderem ausgebildet im Zeichnen nach „Körper nach Modellen“, „verzierten Architekturteilen“, „lebenden Pflanzen“. Ihr Lehrer war unter anderen der Maler, Grafiker und Zeichenlehrer Philipp Franck (namensgleich mit ihrem Vater). 1899 nahm Franck Unterricht an der Kunstakademie in Berlin im Damenatelier des Malers und Illustrators Karl Storch und verbrachte zusammen mit ihrem Lehrer und den Mitschülerinnen den Sommer desselben Jahres in der Holsteinischen Schweiz, um Freilichtmalerei zu betreiben. Im Sommer 1900 malte sie erneut in Ostholstein, für den Sommer 1901 empfahl ihr Storch die Gegend um Kellinghusen. In den Sommermonaten 1902 unternahm sie mit ihrer Freundin Marianne Dusche ihre vierte Reise nach Schleswig-Holstein, anschließend gestatten ihr die Eltern einen ersten, bis zum April 1903 befristeten Aufenthalt in München. Hier trat sie in die Damenakademie des Münchner Künstlerinnenvereins ein, da ein Studium an der Kunstakademie für Frauen noch nicht vorgesehen war. Ihre Lehrer an der Damenakademie waren Angelo Jank und Max Feldbauer. Anfang 1904 gestatteten ihr die Eltern die Rückkehr nach München.

### Begegnung mit Franz Marc

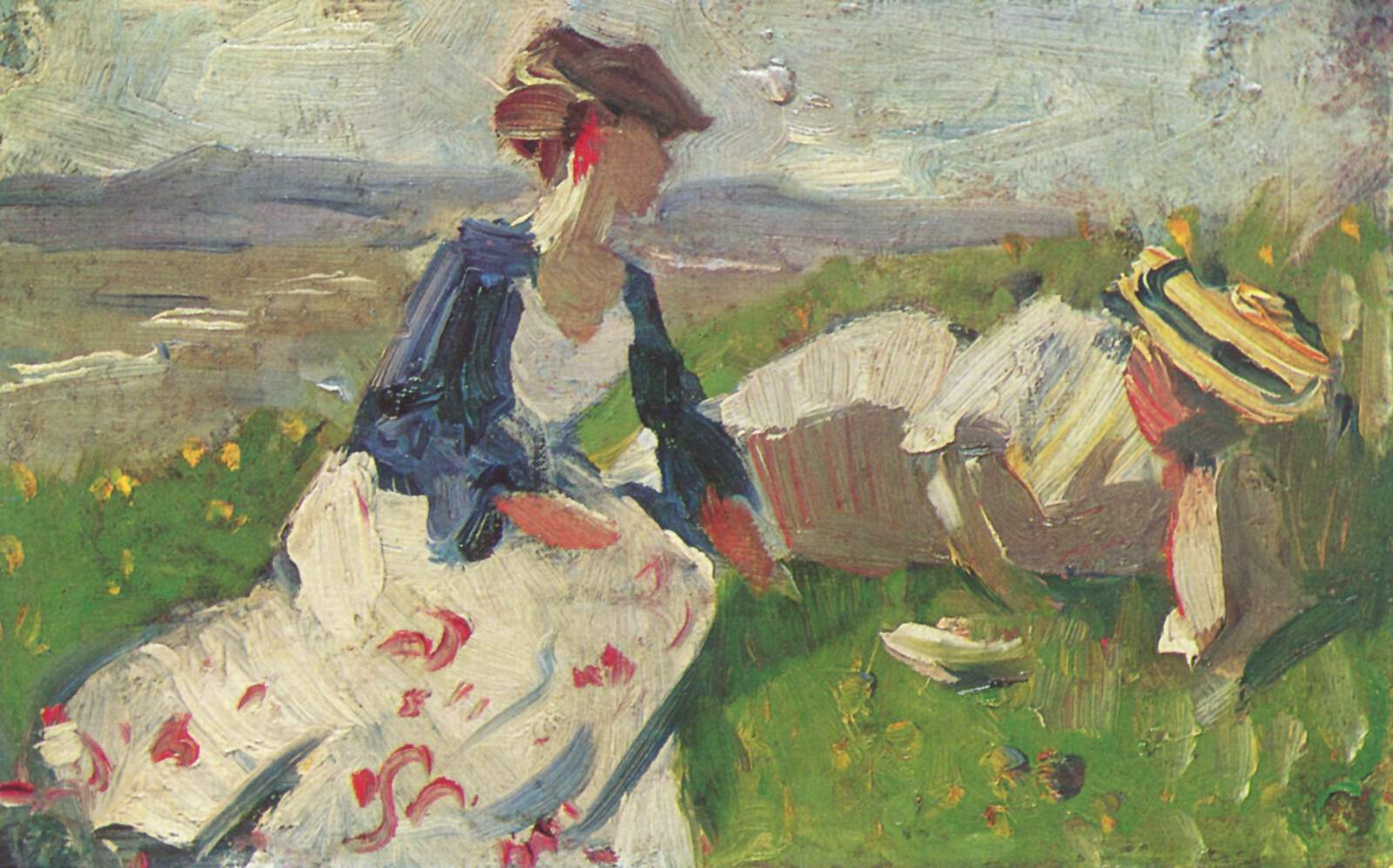
Franz Marc: Zwei Frauen am Berg, Skizze (1906). Marie Schnür (links) und Maria Franck

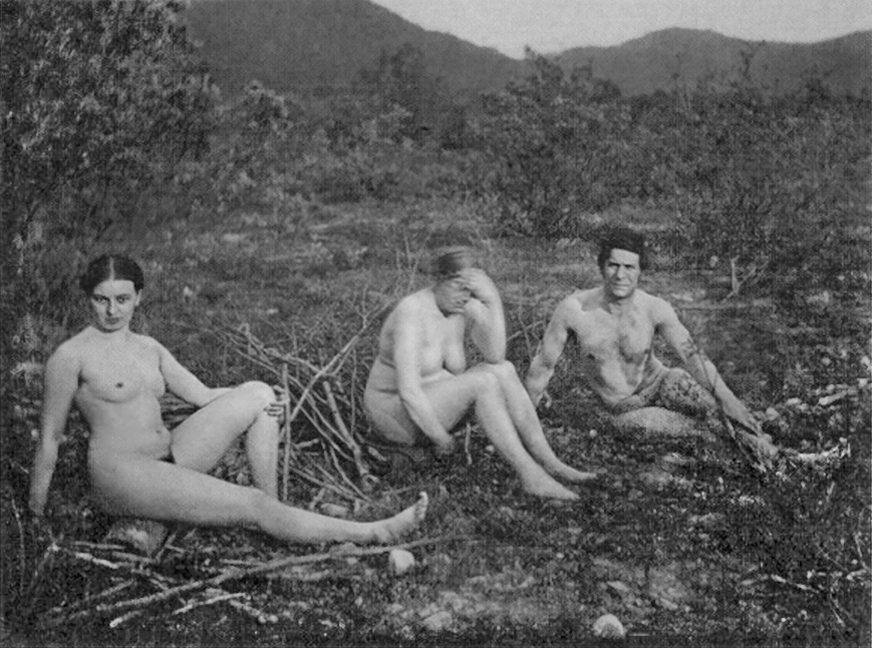
Marie Schnür, Maria Franck und Franz Marc am Kochelsee, 1906

Im Februar 1905 begegneten sich Maria Franck und Franz Marc erstmals auf dem Bauernkirchweihball, einem Schwabinger Kostümfest, verloren sich jedoch wieder aus den Augen, da Franck kurz darauf nach Berlin zurückkehrte. Den Sommer und Herbst 1905 verbrachte sie in der Künstlerkolonie Worpswede, um unter der Anleitung von Otto Modersohn zu zeichnen. Im Dezember begegneten sich Franck und Franz Marc, der in der Zwischenzeit eine enge Freundschaft mit der elf Jahre älteren Malerin Marie Schnür (* 1869; † 1934) unterhielt, erneut auf einem Kostümfest, woraus sich in der Folge eine intime Beziehung entwickelte. Im Februar 1906 fuhren Marc und Franck, eine Schülerin von Schnür, zu Malaufenthalten nach Kochel am See. Franz Marc, der sich Anfang Mai allein nach Kochel begab, um dort zu malen, verbrachte in der Folge den Sommer mit der kurze Zeit später nachgereisten Maria Franck und der im Juni auf Bitten von Marc hinzugekommenen Marie Schnür eine ménage à trois in Kochel. Marc malte beide Frauen zunächst lebensgroß auf einem Bild, schnitt es dann auseinander, aus der einen Hälfte ist das Porträt Maria Marc (1906) erhalten. Die Skizze, die beide Frauen zeigt, ist im Franz Marc Museum in Kochel am See ausgestellt.

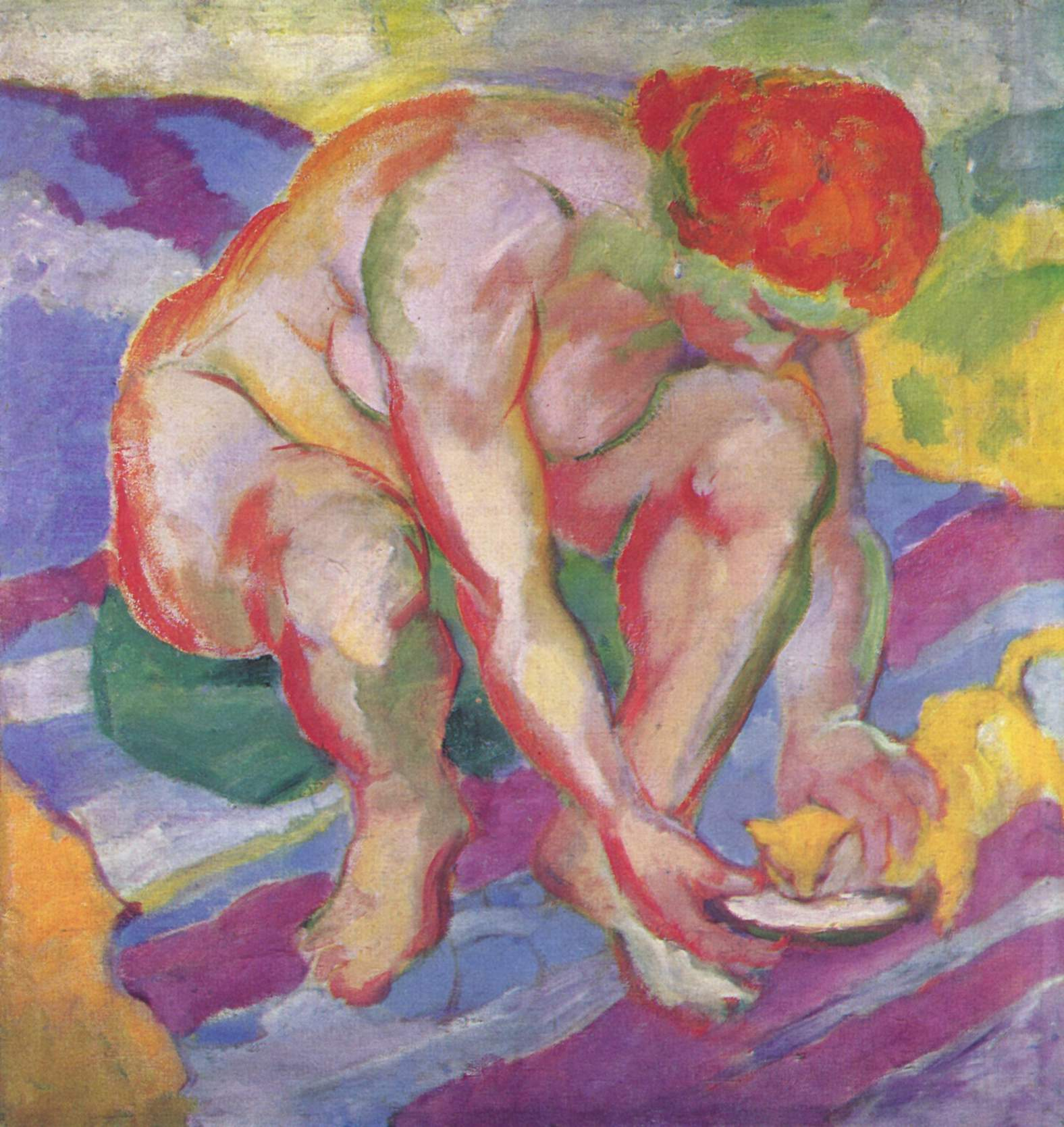
Franz Marc: Akt mit Katze, 1910

Da Schnür ihren im Februar 1906 in Paris aus der Beziehung zu ihrem Lehrer Angelo Jank unehelich geborenen Sohn Klaus (lt. Brigitte Roßbecks Marc-Biografie 2015 war der Vater August Gallinger) zu sich nehmen wollte, gab Marc ihr ein Eheversprechen, was er Maria Franck im November 1906 mitteilte, und heiratete Schnür am 27. März 1907 in München. Ab April machten sich bei Maria Franck, die finanziell völlig von ihren Eltern abhängig war, psychosomatisch bedingte Rheumaerscheinungen der rechten Hand bemerkbar, die bis an ihr Lebensende immer wieder auftraten. Am 8. Juli 1908 wurde die Ehe mit Schnür geschieden. Da sie Marc jedoch entgegen der Absprache des Ehebruchs mit Maria Franck beschuldigte, benötigte Marc einen Dispens, um Franck heiraten zu können. Dieser wurde zunächst nicht erteilt. Maria Franck war ab 1908 die einzige Partnerin Marcs. Im Sommer arbeiteten beide in Lenggries.
Im folgenden Jahr mieteten sie für die Sommermonate in Sindelsdorf das Anwesen des Schreinermeisters Josef Niggl, das sie im April 1910 endgültig bis 1914 bezogen. Im Januar 1910 lernte das Paar das Künstlerpaar August Macke und Elisabeth Erdmann-Macke kennen und schloss Freundschaft mit ihnen. Macke porträtierte beide zwei Jahre später im Atelier. Am Ende des Monats Mai 1910 entstand das in kräftigen Farben gehaltene Gemälde Akt mit Katze im fauvistischen Stil, in dem Maria als Modell diente.

### Neue Künstlervereinigung München und der Blaue Reiter

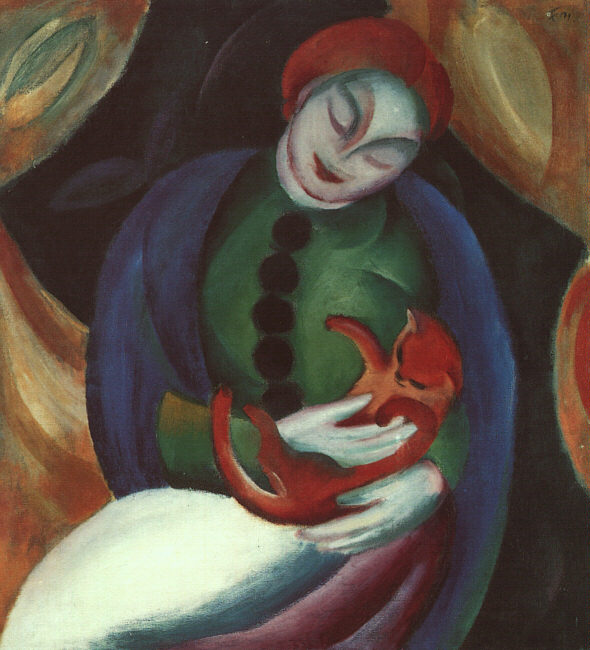
Franz Marc: Mädchen mit Katze II, 1912, eine Darstellung Marias als Madonna

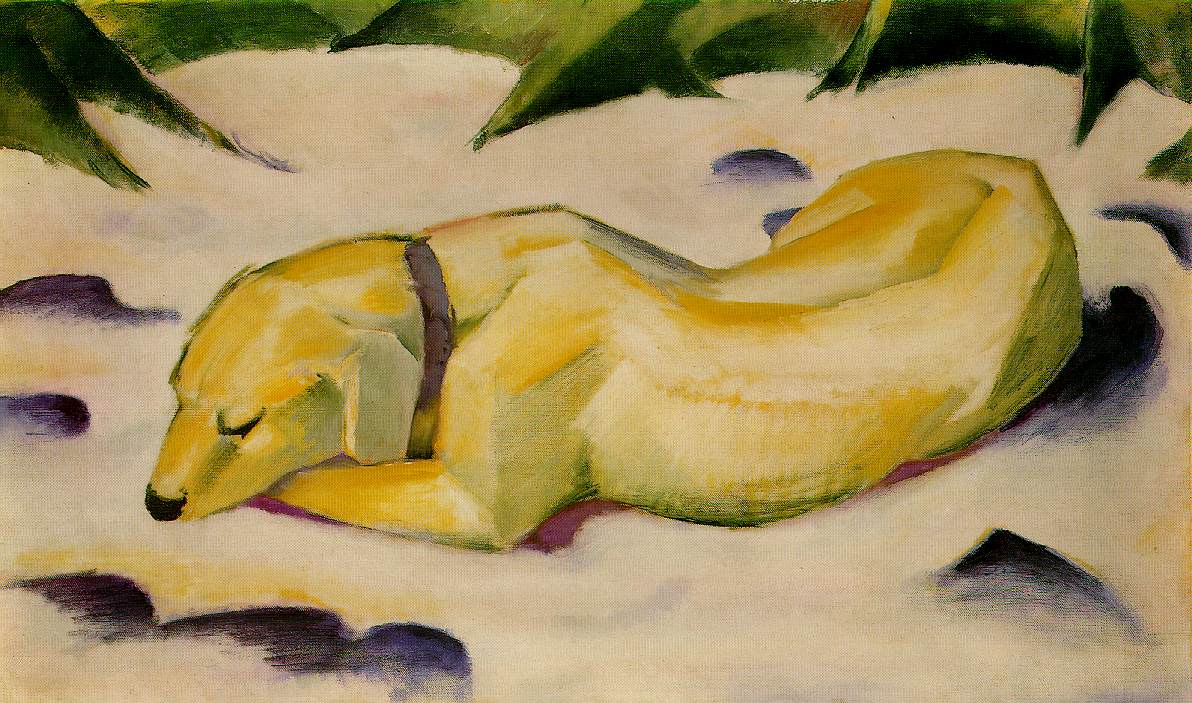
Franz Marc: Liegender Hund im Schnee, 1910/11. Das Gemälde stellt das Haustier des Paars, den sibirischen Schäferhund „Russi“, dar.

Franz Marc, der die zweite Ausstellung der Neuen Künstlervereinigung München (N.K.V.M.) vom 1. bis zum 14. September 1910 besuchte, hatte kurz darauf seinen ersten Kontakt mit den Künstlern der N.K.V.M und konnte Maria Franck berichten, dass sie ihn einstimmig zum Mitglied und 3. Vorsitzenden gewählt hatten.

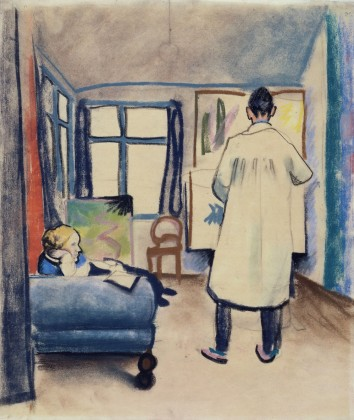
August Macke: Franz und Maria Marc im Atelier, 1912

Am 2. Dezember 1911 trat die Jury der N.K.V.M. zusammen und lehnte Kandinskys Komposition V/Das Jüngste Gericht ab. Von Maria Franck erfährt man durch einen langen Brief an August Macke aufschlussreiche Einzelheiten dieser legendären Sitzung, der sie „nicht selbst beiwohnte“, die sie nur durch Berichte von Marc kannte. In der Folge traten Kandinsky, Marc, Gabriele Münter und Alfred Kubin aus der N.K.V.M. aus, und die Redaktionsgemeinschaft des Blauen Reiters wurde in München gegründet, dessen erste Ausstellung ab dem 18. Dezember 1911 in der Galerie Thannhauser zeitgleich und im selben Gebäude mit der dritten Ausstellung der N.K.V.M. stattfand. Der Name der Redaktionsgemeinschaft Der Blaue Reiter entstand in Sindelsdorf; Kandinsky äußerte sich 1930 in seinem Rückblick: „Den Namen Der Blaue Reiter erfanden wir am Kaffeetisch in der Gartenlaube in Sindelsdorf. Beide liebten wir Blau, Marc – Pferde, ich – Reiter. So kam der Name von selbst. Und der märchenhafte Kaffee von Frau Maria Marc mundete noch besser.“
Auf der zweiten Ausstellung des Blauen Reiters vom 12. Februar bis zum 18. März 1912 bei Hans Goltz in der Briennerstraße 8, die unter dem Titel Schwarz-Weiß lief und ausschließlich druckgraphische Werke zeigte, stellte Maria Franck, zu deren Hauptinteresse Kinder und Kinderspielzeug zählten, drei Kinderbilder mit Spielzeug aus. Ihr Wunsch nach einem eigenen Kind erfüllte sich nicht, worunter sie sehr litt, wie aus Briefen an Elisabeth Macke hervorgeht.

### Heirat mit Franz Marc

Maria Marc mit Franz Marc, Bernhard Koehler, Wassily Kandinsky (sitzend), Heinrich Campendonk und Thomas de Hartmann in München (1911)

1911 war ein von Marc erneut beantragter Dispens für eine Eheschließung mit Maria Franck verweigert worden, weshalb Marc und Franck Anfang Juni nach London reisten, um dort eine Ehe nach englischem Recht einzugehen. Dort angekommen, erfuhren sie, dass seit kurzem Ehen deutscher Staatsbürger nur dann geschlossen werden, wenn nachweislich in deren Heimatland kein Ehehindernis vorliege. Weitere Versuche bei Pfarrern, eine kirchliche Trauung zu erwirken, misslangen, und für eine Eheschließung in Schottland mussten sich Heiratswillige zuvor mindestens drei Wochen im Land aufgehalten haben. Dafür, meinte Maria später, hätte „ihre Barschaft nicht ausgereicht“. Trotz dieses Misserfolgs ließen sie schon in Deutschland vorbereitete doppelseitige Anzeigen mit dem Text „Franz Marc, München, Maria Marc, geb. Franck, Sindelsdorf, Vermählte, Juni 1911“ verschicken und bezeichneten sich fortan öffentlich als Ehepaar.

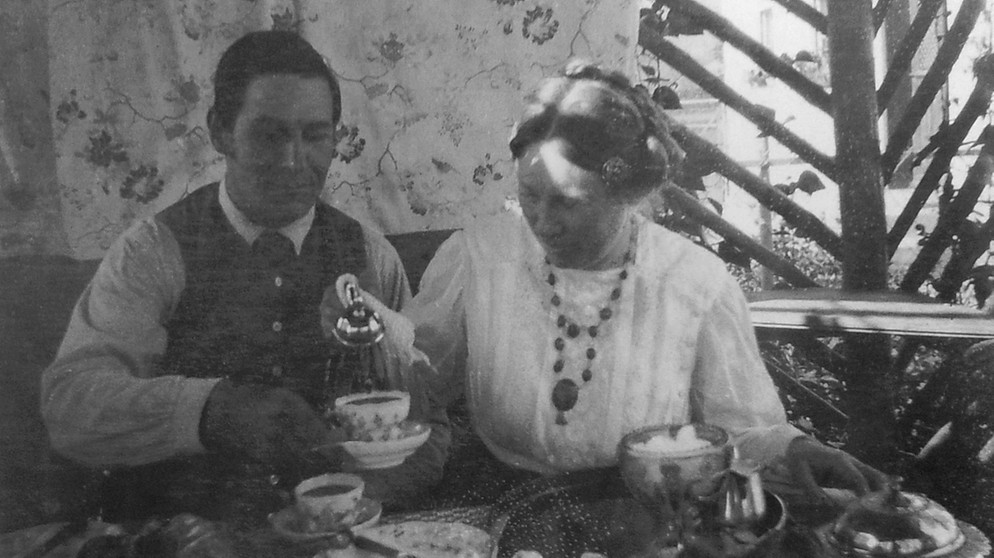
Franz und Maria Marc in Sindelsdorf, 1911 fotografiert von Wassily Kandinsky

Anlässlich der Vorbereitungen zur zweiten Ausstellung des Blauen Reiters im Jahre 1912 lernten sich Franz Marc und Paul Klee kennen. Maria Franck nahm seit Februar 1913, als Franz Marc am 7. dieses Monats erstmals eine von ihm gemalte Postkarte an Lily Klee schickte, bei dieser in der Ainmillerstraße in München einmal im Monat Klavierunterricht.
Fünf Jahre nach Marcs Scheidung von Marie Schnür erreichte Marias Anwalt, Heinrich Fromm, die Ausstellung des ersehnten Dispenses, so dass einer offiziellen Trauung nichts mehr im Wege stand. Am 3. Juni 1913 heirateten Maria Franck und Franz Marc standesamtlich in München und lebten ab Frühjahr 1914 in Ried bei Kochel am See in einem eigenen Haus.
Marc wurde zu Beginn des Ersten Weltkriegs im August des Jahres 1914 zum Kriegsdienst eingezogen. Er schrieb viele Briefe an seine Frau und Freunde, die als Briefe aus dem Feld veröffentlicht wurden. Maria Marc konnte dem Krieg – anders als zunächst ihr Mann – keine guten Seiten abgewinnen.

### Nach dem Tod von Franz Marc

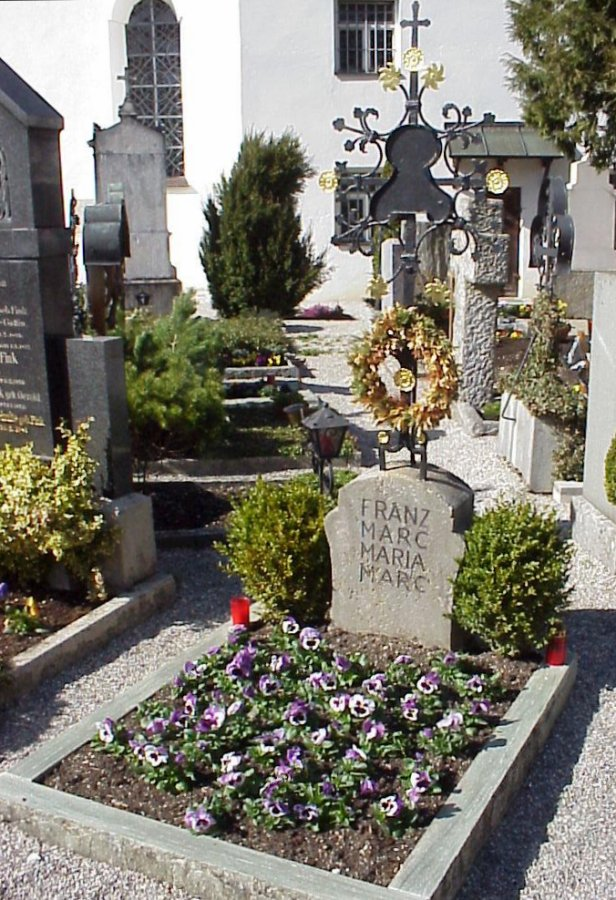
Grab von Franz und Maria Marc in Kochel

Nachdem Franz Marc am 4. März 1916 gefallen war, übernahm Maria Marc die Nachlassverwaltung und von Herwarth Walden die Vertretung seines Werkes und unterstützte eine Werkschau im Oktober 1916. Sie ließ seinen Leichnam 1917 vom Park des Schlosses Gussainville auf den Friedhof von Kochel überführen, wo auch sie später bestattet wurde. 1920 sorgte sie für eine Ausgabe der Aufzeichnungen Marcs, im Jahr 1936 konnte Alois Schardt mit ihrer Hilfe eine erste Monografie zu Franz Marc herausgeben. Die Bearbeitung des schriftlichen Nachlasses Marcs übergab sie schließlich an Klaus Lankheit.
1922 schrieb sie sich am Bauhaus in Weimar zum Studium der Weberei ein. Zwischen 1929 und 1938 lebte Maria Marc überwiegend in Ascona am Lago Maggiore, dort in der Nähe von Marianne von Werefkin und in der Nähe der Künstlergesellschaft des Monte Verità.
Obwohl Maria Marc nicht der N.K.V.M. angehörte, wurde sie 1932 von Adolf Erbslöh zur geplanten 4. Ausstellung im Jahre 1934 anlässlich des „25sten Gründungs-Jubiläum der ehemaligen Neuen Künstlervereinigung München“ eingeladen. Nach der Machtergreifung Adolf Hitlers am 30. Januar 1933 konnte die Ausstellung nicht mehr verwirklicht werden, da zwischenzeitlich die Malerei nicht nur der Mitglieder der ehemaligen N.K.V.M. unter das Verdikt Entartete Kunst gefallen war.
1939 zog sie wieder in das Haus in Ried und webte während des Krieges zusammen mit Johanna Schütz-Wolff, mit der sie sich im Bauhaus angefreundet hatte. Beide Frauen stellten eigene Farben aus Pflanzen her.
Ihre eigenen Arbeiten zeigte sie nur einmal 1952 in der Münchener „Modernen Galerie Otto Stangl“, nämlich elf ihrer Webteppiche zusammen mit dem Skizzenbuch Franz Marcs aus dem Krieg. Eine erste Ausstellung zum textilen und malerischen Werk Maria Marcs fand 1995 im Lenbachhaus in München statt.
Nach Maria Marcs Tod am 25. Januar 1955 wurde Otto Stangl Nachlassverwalter. Er förderte unter der Mitarbeit von Klaus Lankheit die Entstehung des 1986 eröffneten Franz Marc Museums in Kochel.

## Japanische Farbholzschnitt-Sammlung
Maria Franck teilte die Bewunderung für japanische Farbholzschnitte mit Franz Marc, wie aus beider Korrespondenz hervorgeht.
Als sich Franck 1907 zur Kur in Bad Aibling aufhielt, schenkte ihr Marc ein Buch mit japanischen Holzschnitten und schrieb dazu: „Weißt Du, was das Büchlein bedeutet, das hier beiliegt. Ich schenke es Dir feierlich als Liebesbüchlein und Liebeszeichen.“ Es handelte sich um erotische Holzschnitte. Sie antwortete ihm: „[Ich] möchte danken – danken für das Büchlein als solches und als Zeichen Deiner Liebe. […] Wie wunderschön sind die einzelnen Blätter, wie vielsagend und anregend. […] Was für feine und merkwürdige Menschen sind die Japaner.“
Weitere Geschenke dieser Art an Maria kommentierte Marc mit den Worten: „Sind es nicht Meisterwerke, die ich Dir immer in meine Briefchen lege? Dieser göttliche Hokusai!“ Darauf kündigte sie Marc an, sie wolle die Geschenke als Sammlung zusammentragen. Eines der Bücher gelangte in den Bestand des Schloßmuseums Murnau. Es enthält unter anderem Arbeiten von Utagawa Kunisada und Utagawa Kuniyoshi und trägt die Widmung Franz Marcs: „ex libris Marie Franck dedic. Frz. M. Juli 1907“ (Aus der Bibliothek Marie Franck gewidmet von Franz Marc Juli 1907).

## Ausstellungen
- 1912: Schwarz-Weiß, zweite Ausstellung des Blauen Reiter, Münchner Buch- und Kunsthandlung Hans Goltz, München
- 1995/96: Maria Marc. Leben und Werk 1876–1955. Ausstellung vom 6. Dezember 1995 bis 21. Januar 1996 in der Städtischen Galerie im Lenbachhaus, München[36]
- 2004: Maria Marc im Kreis des „Blauen Reiter“. Ausstellung im Schloßmuseum Murnau, 29. Juli bis 7. November 2004
- ab März 2021: Gruppendynamik – Der Blaue Reiter. Ausstellung im Lenbachhaus, München[37]
- 2022: Maria Marc. Galerie Thomas, München, 20. Januar bis 26. März 2022[38]

## Werke
- um 1907/09: Stilleben mit drei Krügen, Privatbesitz
- um 1908: Kinderbild, Privatbesitz
- um 1909: Apfelkorb im Gras, Privatbesitz
- um 1912/13: Birken am Wehr, Privatbesitz
- um 1950: Schwarze Linie, Webteppich, Privatbesitz

## Filme
- Erinnerungen an Franz und Maria Marc. Dokumentarfilm, Regie Steffen Wimmers, Länge 82 Minuten, blackdog Filmproduktion, Wachtberg 2017, ISBN 978-3-00-055226-7.